# Levín
Levín település Csehországban, a Litoměřicei járásban. Levín Liběšice, Úštěk és Lovečkovice településekkel határos. Lakosainak száma 150 fő (2024. január 1.).

## Népesség
A település lakosságának változását az alábbi diagram mutatja:
| Lakosok száma | 1235 | 1085 | 847  | 326  | 157  | 97   | 135  | 125  | 143  | 150  |
|               | 1869 | 1890 | 1921 | 1950 | 1980 | 2001 | 2017 | 2019 | 2022 | 2024 |